# Bomarzo (opera)

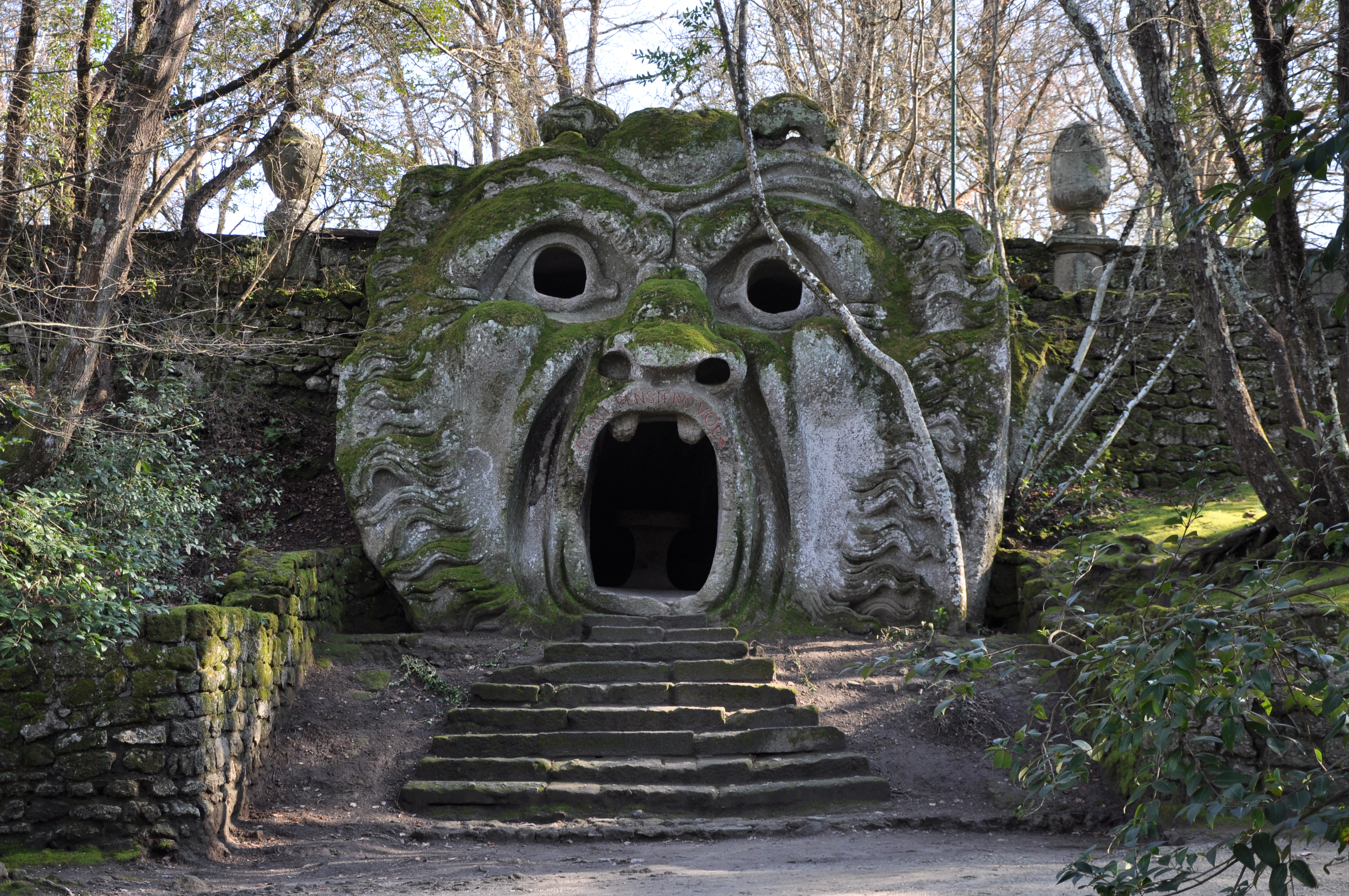
Orcus port eller "Helvetesgapet" är två sentida benämningar på en av många skulpturer som den verklige fursten Vicino Orsini (1523-1585) lät utföra i Sacro Bosco, en "helig lund" i dalgången nedanför palazzo Orsini i Bomarzo.

Bomarzo är en opera i två akter och femton tablåer (op. 34) av Alberto Ginastera (musik) med libretto av Manuel Mujica Lainez efter dennes roman Bomarzo från 1962. Operan uruppfördes den 19 maj 1967 vid Lisner Auditorium i Washington, D.C.

## Personer
- Pier Francesco Orsini, greve av Bomarzo, kallad Vicino (tenor)
- Silvio de Narni, astrolog (baryton)
- Gian Corrado Orsini, far till Pier Francesco (bas)
- Girolamo, äldre bror till Pier Francesco (baryton)
- Maerbale, yngre bror till Pier Francesco (baryton)
- Nicolás Orsini, brorson till Pier Francesco, son till Maerbale (alt eller tenor)
- Giulia Farnese, gemål till Pier Francesco (sopran)
- Pantasilea, florentinsk kurtisan (mezzosopran)
- Diana Orsini, farmor till Pier Francesco (alt)
- Sändebud (baryton)
- Herdepojk (gossröst)
- Pier Francesco, Girolamo och Maerbale som barn (3 talroller)
- Abul, slav till Pier Francesco (stum roll)
- Skelett (dansare)
- Prelater, hovfolk, pager, tjänare, astrologer, demoniska vidunder (kör)

## Handling
Handlingen utspelar sig i Bomarzo, Florens och Rom, vid mitten av 1500-talet. Pier Francesco Orsini, kallad Vicino, den puckelryggige och av ålder fysiskt försvagade fursten av Bomarzo, spåddes odödlighet. Av detta skäl gör hans astrolog Silvio de Narni i ordning en trolldryck, som Vicino sveper i början av operan. Av hämndlystnad har hans brorson Nicolás dock i hemlighet blandat gift i bägaren. Medan fursten ligger för döden går han igenom sitt livs alla förödmjukelser och drömmar igen, i form av återblickar och hallucinationer. Redan som barn blev han föraktad för sitt lyte och hånad som krympling av sin far Gian Corrado Orsini och av sina båda bröder. Som ung man skickade fadern på honom kurtisanen Pantasilea, väl medveten om hur sexuellt blyg och försagd sonen skulle bli. Gian Corrado sårades i strid och avled kort därefter. Hans äldste son Girolamo störtade ner från en klippa, så att Vicino eller Pier Francesco fick ärva grevetiteln. Han gifte sig med den vackra Giulia Farnese, som han fått upp ögonen för med hjälp av sin farmor Diana. Men inte heller denna relation förblev helt tillfredsställande, och Guilia bedrog honom med hans yngre bror Maerbale. Pier Francesco lät därför sin trogne slav Abul mörda Maerbale, vilket är orsaken till brorsonen Nicolás hämndaktion.

### Första akten

#### Första tablån:Drycken
Innan ridån går upp sjunger en herdepojke till melodin Lamento di Tristano från 1300-talet, tillsammans med harpan bara, att han aldrig skulle vilja byta med fursten så plågad av sina synder. 
Platsen visar en del av Bomarzos slottsträdgård, den så kallade sacro bosco, höljd i en dimma fördelad på flera plan, med avsatser, träd, klipphällar. I mitten, vriden åt vänster, ingången till Helvetesgapet.
Till höger kommer fursten av Bomarzo, Pier Francesco Orsini, nerför en vindeltrappa, tillsammans med sin brorson Nicolás Orsini och astrologen Silvio de Narni. Den senare håller en skinande bägare i handen. Pier Francesco blir påmind om sin barndom av herdegossens visa. Han känner sig besviken över det liv han levt. Silvio påpekar då att furstens horoskop förutsade ett enastående öde och ett evigt liv. Han behöver bara ta den dryck som astrologen har med sig. Pier Francesco dricker, men får kraftiga krampanfall. Hans farmor Diana Orsinis röst hörs ropa att drycken förgiftats: Pier Francesco är förrådd och måste dö. Då herdepojken blir synlig i dimman försöker Pier Francesco förgäves närma sig honom. Barnet springer därifrån. Ridån sänks delvis och täcker för stenfigurens stora gap, vilket har en gåtfull inskription: "Ogni pensiero vola" (Alla tankar flyga). Pier Francesco börjar hallucinera.

#### Andra tablån:Pier Francescos barndom
Sal i Bomarzos palats med tillgång till en hemlig kammare till höger.
I skenet från fyra kandelabrar ser man en soffa och flera öppna klädkistor. Kläder och smycken ligger utstrött på golvet och möblemanget. Pier Francescos bröder Girolamo och Maerbale, som barn, leker med dräkterna. Den lille Pier Francesco betraktar dem från ett hörn. Bröderna skulle skylla på honom om någon undrade över röran. De retar honom, gör sig lustiga över hans puckel och klär ut honom först till narr sedan till kvinna. På lek viger Maerbale som kardinal den framtida greven Girolamo med Pier Francesco. Girolamo snubblar och får då tag på ett örhänge bland smyckena, vilket han hårdhänt sätter fast i Pier Francescos öra. Deras far Gian Corrado kommer in, skäller ut Pier Francesco och kallar honom en skam för hela familjen. Fadern stänger in honom i en hemlig kammares mörker som straff, där  Pier Francesco till sin fasa får se ett skelett. I hans fantasi börjar detta dansa och därefter jaga honom.

#### Tredje tablån:Horoskopet
Den unge Pier Francescos privata gemak. I bakgrunden en terrass.
Pier Francesco och Silvio står som unga män vid ett bord belamrat med böcker. Silvio förklarar för Pier Francesco det horoskop som förutsäger hans odödlighet. Pier Francesco tror att hans far vill se honom död och inte kommer att låta honom leva. Silvio bönfaller därför demoner om hjälp att uppfylla hans önskemål. Pier Francesco skriker förskräckt till. Samtidigt hörs påfåglar klagande ge hals från trädgården – för Pier Francesco ett illavarslande omen. Diana visar sig på terrassen och talar om att ett sändebud kommit från det av fadern belägrade Florens: greven är svårt sårad. Pier Francesco lever i tron att hans äldre bror Girolamo kommer att ärva grevetiteln efter faderns bortgång. Det betvivlar Silvio. De båda går ut på terrassen för att hålla utkik efter grevens följe.

#### Fjärde tablån:Pantasilea
Sovrum hos kurtisanen Pantasilea i Florens med praktfull säng, stort skåp och många speglar.
Gian Corrado har skickat sin son till en kurtisan, i syfte att förödmjuka honom. Medan hon väntar på Pier Francesco sjunger hon en lovsång till Florens, och ackompanjerar sig själv på luta. Hon blir ideligen störd av påfåglars högljudda skrin. När Pier Francesco, utstyrd med ett dyrbart smycke om halsen, anländer i sällskap med sin svarta slav Abul, blir Pantasilea chockad i smyg av hans puckel. Pier Francesco skickar motvilligt ut Abul. Kurtisanens skönhet står i skarp kontrast till Pier Francescos missbildade gestalt, något han själv till sin egen förskräckelse blir varse i speglarna.  Pantasilea ber honom glömma dem. "Gör sönder den spegel du bär på inom dig." Som gåva i gengäld för smycket om halsen får han leta efter något passande i hennes skattgömmor. Han öppnar skåpet, där olika afrodisiaka förvaras, bland annat en dödskalle, benknotor, inlagda paddor och obestämbara tinkturer. Förskräckt ropar han på sin tjänare, vilken drar honom ut ur kammaren. Pantasilea skrattar.

#### Femte tablån:Girolamos död
Morgon. Lantlig trakt i Bomarzo. Till vänster Tibern delvis skymd av en klippa.
Diana Orsini pratar med sin sonson om slottsherrens svåra skada, att han nog inte kommer tillbaka efter den. Pier Francesco utgår från att brodern Girolamo blir efterträdare och som sådan kommer att röja honom ur vägen. Diana påminner honom om spådomen och att "Orsinis stora björn" kommer att skydda honom. Girolamo blir synlig halvnaken på klippan, han smyglyssnar på dem. De lägger märke till honom först när han brister ut i ett gapskratt. Diana skickar iväg sina hovdamer. Girolamo hävdar att björnskyddet gäller honom, den starke krigaren. Men då slinter han, faller ner från klippan och bryter nacken. När Pier Francesco vill hjälpa honom, håller hans farmor honom tillbaka. "Följ mig, herr greve. Kom, evige furste av Bomarzo.“

#### Sjätte tablån:Pier Francesco Orsini, greve av Bomarzo
Palatsets tronsal med troféer och målningar av fäder och mödrar ur det förflutna. Till vänster en stor dörr.
Inför en samling hovfolk förklaras Pier Francesco ceremoniellt som greve av Bomarzo. Klockor klämtar, och kardinal Orsini välsignar fursten som knäböjer för honom. Därefter leder Diana sitt barnbarn bort mot den unga vackra Giulia Farnese. Till Pier Francescos förtret tar hans bror Maerbale henne vid handen och för henne längst fram i paraden ut på terrassen. Pier Francesco blir kvar med sin slav Abul som enda sällskap. En förklädd person närmar sig, för att till synes ge honom sin hyllning. Fast under slängkappan visar sig en ansiktslös gestalt i hans döde fars klädsel. Uppskrämd berättar han detta för sin farmor. Hon försäkrar honom att det inte finns några spöken i Bomarzo. Han borde hellre vinnlägga sig om Giulia Farnese, vars farbror snart blir vald till påve. Men Pier Francesco tror inte att hon någonsin skulle kunna älska honom.

#### Sjunde tablån:Festen i Bomarzo.
Terrassen intill salen. På ena sidan det gamla palatsets grova mursten. Springbrunnar i bakgrunden. Lyktor mellan träden.
Bredvid öppningen som kröns av familjen Orsinis vapensköld grubblar Pier Francesco över sitt öde. Under tiden drar sig Maerbale tillbaka med Giulia. Hovfolk dansar en passamezzo. Pier Francescos dröm, att bli Bomarzos slottsherre, har nu gått i uppfyllelse. Han ser en likhet mellan sitt eget gåtfulla liv och de ännu obearbetade stenbumlingarnas ruvande hemligheter (vad som senare blev grotteschi) i den skogklädda dalgången nedanför slottet. Scenen mörknar, och som i en dröm ser han sig själv dansa en gagliarda med Giulia, Pantasilea och Abul. Alla tre försöker växelvis ta honom i besittning. Det ljusnar igen. Olika par med maskerade dansare visar sig. Kvinnorna drar sig tillbaka efter en stund, männen däremot tar av sig och ger sig tillkänna som idealiserade avbilder av Pier Francesco. De omringar honom på terrassen och trängs.

#### Åttonde tablån:Lorenzo Lottos porträtt
Pier Francescos arbetsrum så som i tredje tablån. På ena sidan Lorenzo Lottos målade porträtt av Pier Francesco , på den andra en stor spegel med en duk över.
Efter hemkomsten från ett slag som kondottiär i påvearmén träder fursten in i rummet, i läderklädsel, åtföljd av Abul. Pier Francesco beundrar Lorenzo Lottos idealiserade porträtt av honom, med dess perfekta drag. Han är nöjd med sig själv, betygar sina känslor för Abul och funderar över kärlekens mysterium. Då ett rykte på slagfältet förnekats honom, tror han att hans rykte ligger förborgat någon annanstans, bland klipphällarna i Bomarzo. Han drar bort duken från spegeln och skräms av det monstruösa hos sitt riktiga utseende. En kör erinrar honom om den spådom som förutsagt hans odödlighet. Hans spegelbild förvandlas till en djävulsfigur med samma drag som hos det senare Helvetesgapet. Pier Francesco krossar spegeln med sin hjälm.

### Andra akten

#### Nionde tablån:Giulia Farnese
Sal i Galeazzo Farneses palats i Rom. Åt höger en trappa till en balkong.
Från balkongen iakttar Pier Francesco svartsjukt Giulia och Maerbale, som till tonerna av en vevlira sjunger en madrigal om den höviska kärleken. Han går obemärkt nerför trappan. En kammarjungfru räcker fram ett glas rödvin till Maerbale, vilket han i sin tur erbjuder Giulia. Pier Francesco rycker glaset ur hans hand, för att själv ge det till henne. Han råkar samtidigt skvätta ut vinet över Giulias klänning. Förskräckt av ännu ett illavarslande omen skriker han till.

#### Tionde tablån:Bröllopsgemaket
Slottsgemak i Bomarzo.
Giulia och Pier Francesco har vigts. Bröllopsföljet med bland andra Diana, Silvio och Maerbale, och med kardinal Orsini i täten, för paret in i bröllopsgemaket. Sedan gästerna dragit sig tillbaka hjälper kammarjungfrur Giulia med avklädningen. Hon sjunger på nytt madrigalen från föregående scen. Pier Francesco ber henne glömma den olycksaliga visan. Istället borde hon komma och titta på den nya romerska gobelängen där liljorna och rosorna i deras vapen förenas. Plötsligt tycker han sig se en demon med dödsmask i gobelängen, slår med knytnävarna på den och schasar iväg tjänarinnorna från rummet. Omskakad faller Giulia ner på knä.

#### Elfte tablån:Drömmen
Samma sovrum, fast något längre bort, höljt i ett övernaturligt sken.
Medan Giulia sover i sängen, grubblar fursten över sitt livs förbannelse. Trots ingånget äktenskap förmår han inte äga Giulia. Han sätter sig bredvid henne på sängen och går förlorad i vanföreställningar, där slottsträdgårdens framtida stenmonster dyker upp. Okroppsliga avbildningar av Giulia och honom själv rör sig in i en skog, befolkad av nakna, ockrafärgade, blå och gula män och kvinnor, precis som i Bomarzos etruskiska målningar. Gestalterna inleder en erotisk dans, vilken även Giulias, Vicinos och Maerbales figurer deltar i, tills de två förstnämnda faller till marken och drömscenen tonar bort. Pier Francesco känner sig smärtsamt påmind om barndomsupplevelsen med skelettet.

#### Tolfte tablån:Minotauros
Galleri i Bomarzo med byster av romerska härskare. De bildar en halvcirkel allt längre bort som en allé i mörkret.
I halvcirkelns mitt finns en marmorskulptur av Minotauros med förstört ansikte. Fursten kommer gående bortifrån raden av skulpturer och blir stående intill Minotauros, vilken han hälsar som en bror. Båda är missbildade och Vicino känner sig bland sina förfäder som denne bland för honom främmande härskare. Plötsligt visar sig ett ungt, halvnaket par bakom Minotauros. De har älskat där och springer därifrån. Pier Francesco omfamnar och kysser skulpturen.
Villanella
Röster ur bakgrunden uppmanar Pier Francesco, att beskåda stenhällarna i månljuset, om han vill uppleva mer av dem.

#### Trettonde tablån:Maerbale
Utanför slottet i Bomarzo. Natt. På ena sidan ett torn med en balkong som leder från Giulias sovrum till en utvändig trappa.
Pier Francesco misstänker att Giulia bedrar honom med hans bror. För att få klarhet i detta lockar han Maerbale med Silvios hjälp till Giulias gemak, där han avlyssnar deras samspråk. Maerbales son Nicolás iakttar också skeendet i hemlighet. Maerbale och Giulia kysser faktiskt varandra. I vredesmod befaller Pier Francesco sin slav Abul att sticka ner Maerbale. Giulia och Nicolás lägger dock märke till honom.  Maerbale flyr, med Abul efter sig. Pier Francesco ger sin gemål en våldsam kram.

#### Fjortonde tablån:Alkemin
Silvios tillhåll i palatsets källare med eldstäder, blåsbälgar, retorter, destilleringskolvar, ödleskelett och furstens horoskop.
Pier Francesco och Silvio befinner sig bland fantastiskt utsmyckade skulpturer av häxmästare och alkemister ur det förflutna. Astrologen är där för att bereda den dryck som ska skänka fursten hans utlovade odödlighet. Pier Francesco är färdig med utförandet av sin heliga lund, där stenfigurerna symboliserar olika skeden i hans liv. Silvio åkallar de gamla häxmästarna. Dessa vaknar till liv och börjar dansa i halvmörkret runt om de bägge. Nicolás, som obemärkt har glidit in och gömt sig mellan skulpturerna, förgiftar drycken för att hämnas mordet på sin far. Alkemisternas röster varnar Pier Francesco för att ha frammanat de högsta makterna, utan att äga något annat vapen än sin kärlek till Bomarzo. De lämnar rummet.

#### Femtonde tablån:Vidundrens trädgård
Scen som i första aktens första tablå. 'Helvetesgapet' i bakgrunden till vänster. Dimma i månsken.
Mot hallucinerandets slut ser man fursten döende i sacro bosco. Diana påvisar ånyo förräderiet och skälet till hans död. Pier Francesco dör i trappan upp till Helvetesgapet. Herdepojken återkommer lite tveksamt, går ner på knä för fursten och kysser hans ansikte, innan operan slutar med en upprepning av pojkens sång från förspelet. Dimman breder ut sig och stillhet råder över scenen.

## Utformning
De femton tablåerna är utformade som en cirkel. De är allihop åtskilda genom mellanspel av orkestern. Varje tablå är strikt dramaturgiskt uppbyggd och består av exposition, kris och upplösning.
Kören sjunger utom synhåll ur orkesterdiket. Den sätts in väldigt differentierat och använder tekniker som väsningar, nynnanden, skrik eller tal i kör. Under förspelet framkallas stenskulpturernas viskningar genom isolerade konsonanter. Ofta kretsar kören i kvartstoner kring en helton.
Ginastera gör i Bomarzo bruk av olika musikhistoriska former som variationssatser, danser från den tidiga barocken och madrigalliknande körer.
Musiken grundar sig huvudsakligen på tolvtonssekvenser. Ytterligare element är mikrotonsekvenser, aleatorik och clusterbildningar. Den viktigaste sekvensen innehåller samtliga intervall (samma "allintervallsekvens" använde Karl-Birger Blomdahl redan 1958 för rymdoperan Aniara). Tablåernas cirkelform återspeglas även i användandet av cluster. Sålunda börjar och slutar operan med cluster på grundtonen C, medan det som inleder andra akten utgår från G.